# Earthbound (musikalbum av Earthbound)
{{Album infobox
|Typ          = Studio
|Namn         = Earthbound
|bild         = 
|bildstorlek  = 
|bildtext     = 
|Mera text    = 
|Artist       = Earthbound
|Utgivning    = 1999
|Inspelad     = 1996-2000
|Genre        = Elektronisk Dans, Trance
|Längd        = 92:98
|Språk        = Engelska
|Skivbolag    = Fluid Records
|Regissör     = 
|Producent    = Anders Eriksson · Fredrik Johansson
|Ljudtekniker = 
|Recensioner  = 
|Kronologi    = Earthbound
|Förra album  = 
|Detta album  = Earthbound
(Studioalbum)
|Nästa album  = 
|Misc         = 
|Singlar      = 
1. "[[Heartbeat [Element Of Love]]]"

2. "Everyone"

3. "Living Just For Today"

4. "Essence Of Life"

5. "One Nation - Trance Nation"

6. "Phuturistic Journey"
}}
Earthbound är debut studioalbumet av den nedlagda svenska trance-gruppen Earthbound. Albumet är ett dubbelalbum där den andra skivan främst innehåller remixer.
Albumet blev nominerad till en grammis år 2000 i kategorin "Årets Modern Dans".

## Bakgrund
Anders Eriksson, Fredrik Johansson och Carl-Oscar Andreasson bildade bandet Earthbound, släppte sin första ep Hypocondric Lovesick EP 1996. EP:n innehåller en annorlunda version av sången Element Of Love. Efter att ha gjort EP:n valde Carl-Oscar Andreasson att lämna bandet. Anders Eriksson och Fredrik Johansson fortsatte sedan att göra musik.

## Komposition
Skivan börjar med gruppens mest kända låtar i korta singelversioner för att sedan gradvis övergå i längre och mer karakteristisk trance. Låten We're Bound "snuddar" vid Deep house.
Duon var till början inte så nöjda med så många kortare låtar och lade därför till en bonusskiva, som innehåller remixar. Hela albumet avslutas med Phuturistic Journey som är lika de fem första låtarna.

## Kritiskt mottagande
David Drazdil gav albumet 6/10 i en recension från dagensskiva och beskrev:
| ”               | Allt sammantaget är det en mycket bra skiva som alla med ett intresse för modern nyskapande trance borde kunna uppskatta. | „ |
| – David Drazdil | |   |

## Låtlista
| 1.           | Everyone                    | 3:35  |
| 2.           | Essence Of Life             | 3:22  |
| 3.           | One Nation - Trance Nation  | 3:15  |
| 4.           | Heartbeat / Element Of Love | 3:37  |
| 5.           | Living Just For Today       | 3:39  |
| 6.           | We Are Not Alone            | 8:09  |
| 7.           | The Secret                  | 5:11  |
| 8.           | My Reveries                 | 7:37  |
| 9.           | Relations                   | 5:28  |
| 10.          | We're Bound                 | 6:45  |
| Total längd: | Total längd:                | 50:55 |

| 1.           | Essence Of Life (Trance Mix)                   | 8:26  |
| 2.           | Living Just For Today (Trance Mix)             | 6:26  |
| 3.           | Heartbeat / Element Of Love (Heartbeating Mix) | 7:12  |
| 4.           | Everyone (Everyone's In The House Mix '99)     | 5:45  |
| 5.           | Phuturistic Journey                            | 7:45  |
| Total längd: | Total längd:                                   | 42:04 |

## Medverkande

### Musiker
- Fredrik Johansson – Huvudproducent
- Ander Eriksson – Huvudproducent
- Jimmi Johansson – text och sång på Living For Just Today
- Glenn C. – text på One nation - Trance Nation
- Haziza – text på One nation - Trance Nation
- Terés – kvinnlig röst på Essence Of Life och One Nation - Trance Nation
- Carl-Oscar Andreasson - medverkande musik på Heartbeat / Element Of Love

### Mixing
- Glenn C. Exekutiv – producent
- Henrik Jonsson – Mastering
- Gustav Jonsson – Inspelning

## Topplistor
| Lista                       | Topplacering |
| --------------------------- | ------------ |
| Sverige (Sverigetopplistan) | 36           |